# 林喜一郎
林 喜一郎（はやし きいちろう、大正9年（1920年）1月 - 昭和60年（1985年）11月20日）は、ヤクザ。稲川会最高顧問。初代林一家総長。神奈川県横浜市出身。

## 来歴
神奈川県横浜市中区住吉町に10人兄弟の長男として出生。程無く横浜市南区蒔田へ転居し、小学校を卒業した後に横浜市鶴見の鉄筋屋に奉公に出された。しかし喜一郎は伊勢佐木町に出張っては喧嘩を繰り返して、5年ほどで鉄筋屋を辞めて愚連隊になった（喜一郎の男兄弟8人のうち7人までもが愚連隊になっている）。
愚連隊として活動する中で喜一郎は吉水金吾と知り合い兄弟分となるも、昭和14年（1939年）末に恐喝罪で検挙されて小田原少年刑務所に収容。翌年に少年刑務所で行われた徴兵検査で第一乙種に合格して兵役で満州へ応召、その間喜一郎の三弟・林三郎が愚連隊を取りまとめ子分40人～50人を率いた。
喜一郎は満州から華中に転戦して上海で迎えるが、八路軍（正式名称は中国国民革命軍第八路軍）に武装解除されて昭和22年（1947年）になってやっと復員。留守中を守っていた三郎が横須賀刑務所に収容されて獄死したことに伴い三郎の愚連隊を傘下に収め、伊勢佐木町で「一六縁日」が開催された際に的屋と衝突。地蔵に体当たりして撥ね飛ばすまでして縁日を潰す騒ぎとなった。この一件について横浜市野毛の的屋・肥後盛蔵が五代目網島一家（通称は鶴岡一家）・鶴岡政次郎総長に伝えて、林喜一郎を抑え込むように頼み込んだ。鶴岡は喜一郎に「一六縁日」での行為を咎めたものの、喜一郎はこれを無視。更に兄弟分の吉水を通じて出口辰夫（通称はモロッコの辰。後の稲川組幹部）と知り合い、兄弟分となった。この頃になると、喜一郎と出口、吉水、井上喜人（出口辰夫の兄弟分。後の鶴政会幹部）は「横浜愚連隊四天王」と呼ばれるようになった。
昭和23年（1948年）に出口と井上は、稲川組（後の稲川会）・稲川角二組長（後の稲川聖城）を根城としていた神奈川県湯河原の「島田旅館」を訪ね、出所した井上に出所祝いが渡された序でに出口から稲川角二の舎弟にして欲しいと頼み込んだ。これに対して稲川は「兄弟分も舎弟も持つ気はない」と返答したが、出口と井上はそれなら若衆でも構わないとして結局二人は稲川の若衆に収まった。これによって出口・井上の舎弟や子分（田中敬や佐藤義雄）では出口の舎弟・堀越辰雄を除いた100数十人全員が、稲川角二の傘下に入った。

昭和26年（1951年）12月初旬、吉水金吾と林喜一郎の抗争事件が勃発した。吉水金吾と林喜一郎の抗争事件を切っ掛けに、稲川角二は、横浜の愚連隊の首領・吉水金吾と横浜の愚連隊の首領・林喜一郎を、稲川角二の若衆にした。
昭和30年（1955年）1月30日、出口辰夫は病気で死去した。享年34、もしくは、昭和30年（1955年）1月10日、出口辰夫は病気で死去した。享年33。出口辰夫の死後、稲川角二は、出口辰夫の横須賀市の縄張りを、出口辰夫の舎弟・佐藤義雄に継がせた。

昭和34年（1959年）8月31日、ブルースカイ事件が勃発した。
昭和35年（1960年）6月26日、伊豆市長岡の旅館2階の賭場で、稲川裕芳（後の稲川聖城）は、林一家・林喜一郎総長から「アイゼンハワー大統領来日のために、自民党の安保委員会が、財界から6億円近い金を集めた。児玉誉士夫が、財界から集められた6億円近い金を、掠め取ったらしい」と報告を受けた。
その後、稲川裕芳は、東京都世田谷区等々力の児玉誉士夫邸を訪ね、児玉誉士夫に、財界から集められた6億円近い金について訊ねた。児玉誉士夫は、稲川裕芳に「自分は自民党に貸しはあっても借りはない」と答えて、一喝した。稲川裕芳は、児玉誉士夫に反論できなかった。
稲川裕芳が児玉誉士夫に一喝された1週間後の夜、赤坂の料亭「中川」で、児玉誉士夫は、稲川裕芳に「自分と兄弟分にならないか」と提案した。稲川裕芳は、児玉誉士夫に、「兄弟分ではなく、心の親分になって欲しい」と返答した。児玉誉士夫は、稲川裕芳の実質的な親分（稲川裕芳の渡世上の親分は鶴岡政次郎）となった。
このころ、稲川組組員が3000人を超えていた。
昭和36年（1961年）2月21日、池田勇人首相は、「暴力犯罪防止対策要綱」を閣議決定した。昭和39年（1964年）10月10日から東京オリンピックの開催を控えており、治安強化を図る必要に迫られていたためだった。
同年10月、岐阜県の博徒池田一家大幹部・坂東光弘が、鶴政会（後の稲川会）幹部・林喜一郎の傘下となり、稲川組岐阜支部長に就任した。
昭和37年（1962年）3月、警察庁は、神戸・山口組、神戸・本多会（会長は平田勝市）、大阪・柳川組（組長は柳川次郎。本名は梁元錫）、熱海・錦政会（後の稲川会）、東京・松葉会（会長は藤田卯一郎）の5団体を広域暴力団と指定し、25都道府県の県警に実態の把握を命じた。

同年9月16日午後9時すぎ、稲川組と芳浜会の抗争事件が勃発した。

同年10月9日、甲府戦争が勃発した。

同年12月14日、岐阜抗争が勃発した。

昭和38年（1963年）3月、グランドパレス事件が勃発した。結果的に、児玉誉士夫の推し進めていた東亜同友会構想は頓挫し、田岡一雄と稲川裕芳の対立は決定的となった。
同月、警察庁は、神戸・山口組、神戸・本多会、大阪・柳川組、熱海・錦政会、東京・松葉会の5団体を広域暴力団と指定し、25都道府県に実態の把握を命じた。

同年夏の終わり、稲川組と東声会の対立事件が勃発した。これにより、稲川裕芳は、井上喜人を破門にせずに堅気にさせた。井上喜人の若衆・舎弟の全員は、稲川組に残った。
同年10月16日、稲川裕芳は、鶴政会を「錦政会」と改称し、政治結社として届け出た。児玉誉士夫、右翼活動家・三浦義一、北星会・岡村吾一会長、右翼活動家・小沼正、吉田彦太郎らが錦政会顧問に就任した。
同年11月13日午後2時すぎ、熊本県において鶴政会岐阜支部長の清家国光が山口組系地道組傘下西川組組員に殺された。11月15日、林喜一郎は50人の組員を率いて熊本に入った。16日に仮葬儀を執り行い、18日に鶴政会の組員は引き上げた。
昭和39年（1964年）1月、「暴力取締対策要綱」が作られた。

同年2月初旬、警視庁が「組織暴力犯罪取締本部」を設置し、暴力団全国一斉取締り（第一次頂上作戦）を開始した。
昭和40年（1965年）3月、錦政会と北星会が解散した。
その後、吉水金吾が、服役中に、ヤクザから引退することを宣言した。
昭和43年（1968年）3月、稲川聖城は、昭和39年（1962年）3月19日に行った総長賭博により、府中刑務所に収監された。
昭和46年（1971年）12月下旬、稲川一家総長代行・林喜一郎と横須賀一家・石井隆匡総長は、三代目山口組若頭・山本健一に稲川聖城の刑務所からの出迎えの要請をして、了承されていた。
昭和47年（1972年）1月、稲川聖城は、林喜一郎を府中刑務所に呼び、特別面会で林喜一郎に会った。稲川聖城は、林喜一郎に「稲川聖城の出所時には、稲川聖城の妻・一二三だけの出迎えにするように」と指示した。
その後、林喜一郎は、山本健一らに「稲川聖城の出迎えは遠慮して欲しい」と伝えた。
同年1月20日午前0時、稲川聖城は府中刑務所から出所した。
同年1月24日、稲川聖城、林喜一郎、石井隆匡は、尼崎市の関西労災病院に入院中の田岡一雄を見舞った。
同年1月27日、熱海市水口町の稲川聖城邸の大広間で、稲川聖城の放免祝いが行われた。
同年1月28日、熱海市水口町の稲川聖城邸の大広間で、2日目の稲川聖城の放免祝いが行われた。
同日夜、稲川聖城は、稲川一家幹部全員を、熱海市水口町の稲川聖城邸の2階大広間に集めて、「稲川一家を稲川会に改称すること」と「稲川会の本部事務所を東京都に置くこと」と「稲川会の代紋を統一すること」と「稲川会の戒律三か条」を通達した。稲川会の戒律三か条は、「稲川会内で揉め事を起こしてはいけない。揉め事を起こした者は破門」と「麻薬・覚醒剤を扱った者は破門」と「山口組と抗争を起こしてはならない」だった。稲川聖城は、稲川会会長に就任した。稲川聖城は、稲川会理事長に、石井隆匡を据えた。会長補佐に林喜一郎、専務理事に趙春樹と富士市の木村信一、常任理事に、長谷川春治、森田祥生、和田永吉、山田時造、山川修身、田中敬、森泉人、大澤三金吾、滝沢良治郎、相談役に井上与一、鈴木仙太郎、山瀬惣十郎、島田四郎を据えた。そして代貸クラス100人を理事に据えた。
昭和60年（1985年）11月20日、林喜一郎が死亡した。
尚、現在も林喜一郎の実弟である林光男は林一家の顧問をしている。その息子の林政治は林一家の若頭を務めている。

## 林喜一郎関連の書籍
- 正延哲士『稲川会外伝　最後の愚連隊』三一書房、1993年、ISBN 4-380-93265-6
- 正延哲士、天龍寺弦、柳田東一郎『実録　修羅ヤクザ伝　稲川会最高顧問　林喜一郎　最後の愚連隊編』竹書房、2007年、ISBN 978-4-8124-6624-7
- 正延哲士、天龍寺弦、柳田東一郎『実録　修羅ヤクザ伝　稲川会最高顧問　林喜一郎　修羅の道編』竹書房、2008年、ISBN 978-4-8124-6665-0
- 正延哲士、天龍寺弦、柳田東一郎『実録　修羅ヤクザ伝　稲川会最高顧問　林喜一郎　忍び寄る菱の軍団編』竹書房、2008年、ISBN 978-4-8124-6697-1

## 林喜一郎関連の映画・オリジナルビデオ
- 横井健司監督『実録 最後の愚連隊』（2002年、タキ・コーポレーション）、主人公・林喜一郎役は白竜。
- 山下耕作監督『修羅の群れ』（1984年、東映）、林俊一郎のモデルは、林喜一郎。林俊一郎役は、待田京介。